# Krantor (Sohn des Amyntor)

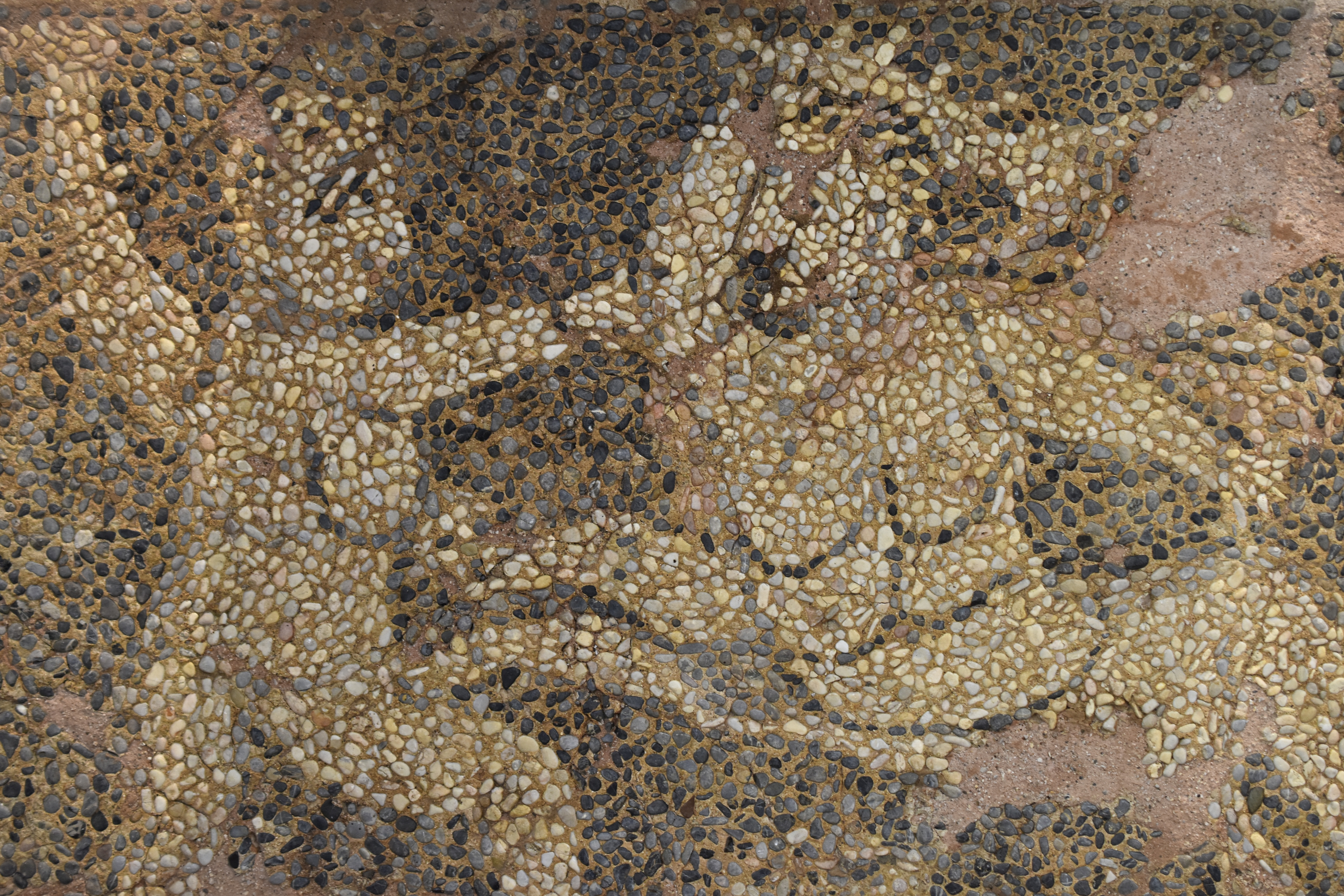
Mosaik, 2. Jh. v. Chr., Kentaur im Angriff, in der Rechten ein Stück von einem Baum.

Krantor ist in der griechischen Mythologie ein Doloper, der in der Kentauromachie auf der Hochzeit des Peirithoos vom Kentauren Demoleon getötet wird. Einzige Quelle ist das zwölfte Buch der ovidischen Metamorphosen. Nach Ovid ist er der Sohn des Doloper-Königs Amyntor, siehe unten Mythos.
Da Krantor auf der Seite der Lapithen gegen die Kentauren kämpft, wird in Erwägung gezogen, ihn auch diesem Volksstamm zuzuordnen, so in der Mythologie Roschers.

## Name
Er kommt vom griechischen Κράντωρ, Krántōr, Herrscher, Gebieter, lateinisch und deutsch auch Crantor. Der Name verpasst ihm ein heroisches Image, das er aber im Mythos nicht einlösen kann. In der griechisch-römischen Mythologie kommt er sonst nicht vor und ist wohl eine Erfindung des Ovid.

## Mythos
Ovid lässt Nestor vor Troja die Kentauromachie erzählen, war er doch selbst dabei. Mit den alten Heldengeschichten will er seine Mitstreiter und insbesondere Achilleus beeindrucken und zum Kampf motivieren, so auch mit dem Krantor. Seine Erzählung besteht aus drei Teilen. Am Anfang steht Krantors Tod: Die Schlacht zwischen den sexuell übergriffigen Kentauren und den sich wehrenden Lapithen war im vollen Gange, als der Kentaur Demoleon eine vorn abgebrochenen (358: praefractam) Fichte (357: pinus) auf Theseus wirft, diesen aber verfehlt, „361 doch nicht harmlos stürzte der Baum, dem stattlichen Krantor / riß er hinweg von der Kehle die Brust und die linke der Schultern.“ Krantor ist also tödlich getroffen, er ist „zerfetzt, disiectus“ (366).
Doch damit nicht genug wendet sich Nestor direkt an Achill und erzählt eine weitere Geschichte, in der Krantor eine wichtige Rolle spielt und zwar im Frieden zwischen Krantors Vater, Amyntor, und dem Peleus: „363 Krantor diente in der Armee des Peleus, deines Vaters, o Achilles. / Amyntor, der König der Doloper, im Krieg von Peleus besiegt, hatte ihn (den Krantor) / dem Aiakiden (= Peleus) ausgeliefert, als Geisel und Faustpfand für den Frieden.“
In einem dritten Teil kommt Peleus ins Spiel, um Krantors Tod zu sühnen: „366 Als so gräßlich zerfetzt ihn (Krantor) Peleus sah aus der Ferne, / sprach er: ‚Sühnung im Tod, o liebster der Jünglinge, Krantor, / sollst du empfangen!“ Und zugleich wirft er eine Lanze auf den Täter Demoleon und tötet ihn.

## Erläuterungen
Durch Nestors Anrede (363: Apostrophe) an Achilles bringt Ovid zum einen „die Situation in Erinnerung: Nicht der Dichter erzählt, sondern Nestor bei der Siegesfeier bei Achilles,“ Zum anderen kann er so den Adressaten, Achilles, miteinbeziehen, denn Achills Vater, Peleus, hegte für Krantor eine gewisse Wertschätzung (363: armiger, Waffengenosse, 376 gratissime iuvenum, liebster der jungen Männer). Um so konsequenter reagiert Peleus auf Krantors Tod (367: Apostrophe an den toten Krantor!) und löscht zugleich in einem brutalen Angriff den Täter Demoleon aus. Krantor ist so das willkommene Mittel zum Zweck noch größerer Heldentaten, an denen sich auch ein Achill und die anderen Helden vor Troja ein Beispiel nehmen können. So kann auch der sonst unbedeutende Krantor der Intention Nestors dienlich sein.